# Heinrich Steiner
Pour les articles homonymes, voir Steiner.
 (juin 2016).
Si vous disposez d'ouvrages ou d'articles de référence ou si vous connaissez des sites web de qualité traitant du thème abordé ici, merci de compléter l'article en donnant les références utiles à sa vérifiabilité et en les liant à la section « Notes et références ».
Heinrich Steiner (né le 16 octobre 1911 et mort le 29 janvier 2009) est un peintre allemand.  

## Biographie
Heinrich Steiner est né le 16 octobre 1911 à Kaiserslautern. Son père est intendant (directeur) du Théâtre municipal de Kaiserslautern. En 1926, il suivit des cours à l’École des arts appliqués à Arrondissement d'Altona. Entre 1927 et 1929, il étudia la scénographie au Théâtre national de Hambourg et à l’Opéra national de Berlin. Par la suite, il travailla en tant que scénographe auprès du Théâtre Gärtnerplatz de Munich. Dans les années 1932 à 1934,  il poursuivit ses études à l’Académie des beaux-arts de Munich sous la tutelle de Karl Caspar. Entre 1934 et 1938, il vécut comme peintre indépendant à Düsseldorf et fit des voyages d’études à Paris, Colmar, Strasbourg, Amsterdam et Zurich. 
En 1938, Steiner quitta l’Allemagne et alla à Florence, où il rejoignit le cercle d’artistes allemands en Italie. L’art de Steiner fut fortement influencé par un étudiant de Henri Matisse – Rudolf Levy. À Florence, il étudia à l’Académie de Florence sous la tutelle de Felice Carena et vécut ensemble avec des artistes allemands tels que Rudolf Levy et Eduard Bargheer dans la Pensione Bandini sur la Piazza Spirito à Florence. En 1939, il présenta ses peintures pour la première fois à Florence. D’autres expositions à Venise et à Milan suivirent. En 1946, il reçut le prix d’étranger "Premio Colomba" à la Biennale de Venise. Au cours de cette même biennale, Carlo Carrà et Massimo Campigli ont également remporté des prix. Il signa un contrat avec l’éminent marchand d’art vénitien Carlo Cardazzo. En 1949, le contrat avec Cardazzo ne fut pas renouvelé. Il retourna à Florence.  
En 1950, il épousa Giuliana Toti à Florence et retourna en Allemagne, où il travailla comme professeur d’art et de dessin. Steiner était membre de la Sécession "Kunstbewegung Pfalz" qui comptait des membres érudits comme Hans Purrmann, Edvard Frank et Will Sohl. En 1953, il reçut le Prix du Palatinat rhénan de peinture de la ville de Kaiserslautern, qui était accompagné d’une exposition à Kaiserslautern. D’autres expositions ont eu lieu à la Société des beaux-arts d’Oldenbourg et à l’École d’art de Mayence. Dans les années 1959 à 1974, Steiner enseigna la peinture à Francfort-sur-le-Main.  Ses œuvres ont été présentées dans plusieurs expositions, en 1967 pour la première fois dans la galerie Westend de Francfort. 
En 1974, Steiner s’installa de nouveau en Italie et vécut et travailla à Rome et à Lerici. La galerie L’attico esse arte accueillit une exposition complète de ses œuvres à Rome en 1983.  
Ses œuvres ont été présentées à de nombreuses expositions en Allemagne et en Italie.